# ميدانك (مقاطعة دورود)
ميدانك (بالفارسية: میدانک) هي قرية تقع في قسم جان الريفي (مقاطعة دورود) في إيران. يقدر عدد سكانها بـ 80 نسمة بحسب إحصاء 2016.